# Amand Duforest
Pour les articles homonymes, voir Duforest.
Amand-Georges Duforest (4 janvier 1890, Roubaix - 4 décembre 1976, Le Mans), est un industriel, militant du catholicisme social et homme politique français, député de la Sarthe.

## Biographie
D'une famille catholique militante, il fait ses études au collège Notre-Dame-des-Victoires et rejoint les cercles d'études du Sillon de Marc Sangnier, dont il devient l'un des amis.
Négociant-transformateur en tissus de laine, il devient secrétaire général de la Fédération nationale artisanale et délégué à la première conférence européenne des Associations patronales chrétiennes en 1931.
En 1934, il est reçu en audience privée par Pie XI dans le cadre de l'organisation du jubilé du pèlerinage à Rome de la France au Travail organisé annuellement depuis 1885 à l'initiative de  Léon Harmel.
Lors de la Seconde Guerre mondiale, il s'engage dans la Résistance chrétienne (Nouvelles Équipes Françaises (NEF) et Résistants d'Inspiration Chrétienne (R.I.C.)).
Ancien responsables du Parti démocrate populaire dans le Nord, animateur des Semaines sociales, initiateur du Mouvement Républicain de la Libération (futur MRP) dans la Sarthe et ami intime de Robert Schuman, il est député de la Sarthe de 1946 à 1951 sous l'étiquette MRP.

## Décorations
- Chevalier dans l'ordre de la Légion d'Honneur[1]

- Officier dans l'ordre national du Mérite[1]

- Détenteur de la croix du combattant

## Sources
- « Amand Duforest », dans Adolphe Robert et Gaston Cougny, Dictionnaire des parlementaires français, Edgar Bourloton, 1889-1891 [détail de l’édition] [texte sur Sycomore]